# Roberto Capparelli
Roberto Capparelli Coringrato (18 de novembre de 1923) és un exfutbolista bolivià.

## Selecció de Bolívia
Va formar part de l'equip bolivià a la Copa del Món de 1950.